# خطة رحلة (فلم)
خطة رحلة جوية (بالإنجليزية: Flightplan) هو فيلم إثارة غموض درامي تم إنتاجه في الولايات المتحدة سنة 2005.

## القصة
يموت زوج مهندسة الطيران كايل برات (جودي فوستر) في برلين، فتسافر إلى هناك على وجه السرعة لاستلام جثته، وفي طريقها العودة إلى نيويورك برفقة التابوت وابنتها الصغيرة (جوليا) ذات الستة أعوام، تستيقظ كايل فجأة لتكتشف أن ابنتها (جوليا) قد اختفت، والآن عليها البحث عنها في طائرة عملاقة مع مراعاة أن هناك الكثير من الأماكن للبحث عنها، وتبدأ بالتسائل عما يحدث من حولها في حين أن جميع من على الطائرة يقولون إنها لم تكن على متن الطائرة قط.

## روابط خارجية
- مقالات تستعمل روابط فنية بلا صلة مع ويكي بيانات